# Figuralmusik
Figuralmusik ist im Gegensatz zum einstimmigen Choralgesang die kontrapunktisch mehrstimmig ausgestaltete Musik des 14. bis 16. Jahrhunderts. Vor dem 16. Jahrhundert wurde sie Mensuralmusik genannt. Im 17./18. Jahrhundert ist damit auch die melodische Auszierung einer (Choral-)Melodie beispielsweise bei Orgel-Choralvorspielen gemeint. Chöre der Figuralmusik werden als Figuralchor betitelt.

## Figuralchöre
- Berliner Figuralchor[2]
- Figuralchor Frankfurt
- Norddeutscher Figuralchor
- Jülicher Figuralchor,[3] im März 2019 aufgelöst[4]
- Figuralchor Köln
- Mainzer Figuralchor
- Figuralchor der Gedächtniskirche Stuttgart
- Figuralchor Nürnberg